# مائوریتزیو پلگرینو
مائوریتزیو پلگرینو (انگلیسی: Maurizio Pellegrino؛ زادهٔ ۱ مارس ۱۹۶۶) بازیکن فوتبال اهل ایتالیا است.
از باشگاه‌هایی که در آن بازی کرده‌است می‌توان به باشگاه فوتبال کاتانیا اشاره کرد.